# Lois Maxwell
Lois Maxwell (14. februar 1927 – 29. september 2007) var en canadisk skuespiller, der først og fremmest var kendt for rollen som Miss Moneypenny, som indgår i 14 af de første James Bond-film.
Hun var født som Lois Hooker i Kitchener, Ontario, og løb hjemmefra som 14-årig for at lade sig indrullere i den canadiske hær. Hun blev hurtigt en del af hærens underholdningskorps, og rejste i den sammenhæng rundt i Europa under anden verdenskrig for at underholde tropperne med musik og dans. Da korpset på et tidspunkt nåede London, blev det opdaget, at hun i virkeligheden var for ung til at være en del af hæren, og det resulterede i hendes hjemsendelse til Canada. Dette undgik hun dog ved at melde sig til en skuespilskole i London.
Som 20-årig drog hun til Hollywood, hvor hun hurtigt fik arbejde, og der gik ikke lang tid, før hun fik succes, da hun blandt andet blev nomineret til en Golden Globe-pris som årets nye navn for en rolle i That Hagen Girl, der også talte Shirley Temple og Ronald Reagan blandt sine medvirkende. Sidstnævnte spillede hun også sammen med i filmen Sengetid for Bonzo, men snart blev Maxwell træt af Hollywood, og hun bosatte sig i Rom i perioden 1950-55. Efter at have mødt Peter Marriott, som hun giftede sig med i 1957, bosatte hun sig med ham i London i 1957. Sidst i årtiet fik hun to børn, og i øvrigt begyndte hun nu at indspille film og tv-serier i Storbritannien og Canada. Hun optrådte som gæst i Helgenen og De uheldige helte med Roger Moore, men mere vigtigt for karrieren var det, at hun fik rollen som Miss Moneypenny i den første James Bond-film, Agent 007: Mission drab i 1962.
I 1973 døde hendes mand, der havde været syg i flere år, og Maxwell vendte hjem til Toronto. Hun gik nu ind i forretningsverdenen, hvor hun koncentrerede sig om tekstilindustrien. Hun skrev også en klumme i en lokal avis under pseudonymet Miss Moneypenny. I 1994 bosatte hun sig endnu en gang i England, hvor hun trak sig tilbage til en landsby, hvor hun kunne være i nærheden af sin datter. Hun blev diagnosticeret med kræft i 2001, og flyttede i den forbindelse til Fremantle, Australien, hvor hendes søn havde bosat sig. Her kæmpede hun med kræften i mange år, inden hun døde i 2007.